# Università di Buenos Aires

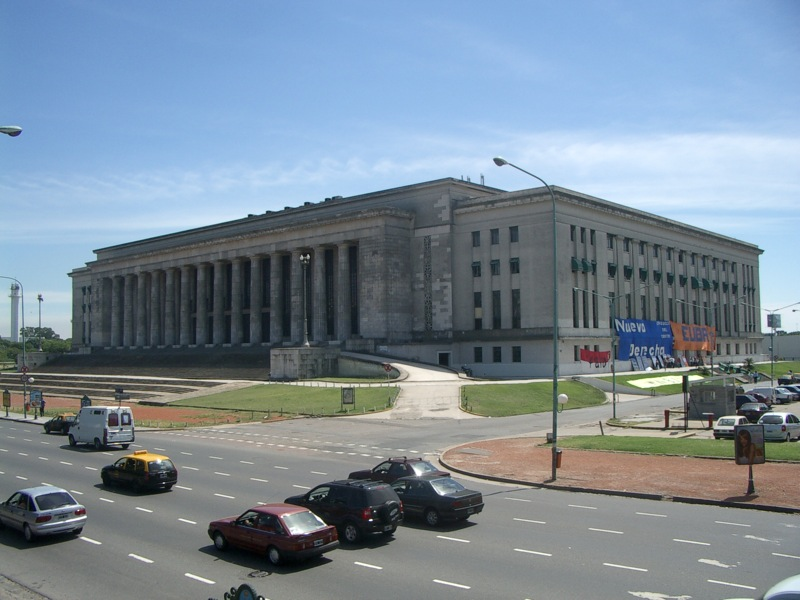
La Facoltà di Diritto dell'Università di Buenos Aires.

L'Università di Buenos Aires (Universidad de Buenos Aires in spagnolo), acronimo UBA, è la più importante università pubblica dell'Argentina. Il QS World University Rankings classifica l'università al 66º posto tra i migliori atenei del mondo.
È stata fondata il 12 agosto 1821 e conta tredici facoltà, sei cliniche, dieci musei, otto centri universitari regionali, il Centro Cultural Ricardo Rojas, una casa editrice (EUdeBA), cinque unità assistenziali e tre scuole superiori (Escuela Superior de Comercio Carlos Pellegrini, Colegio Nacional de Buenos Aires e l'Instituto Libre de Segunda Enseñanza / ILSE).

## Storia
L'università di Buenos Aires fu fondata il 12 agosto 1821 su iniziativa di Bernardino Rivadavia e Martín Rodríguez, sei anni dopo la dichiarazione d'indipendenza delle Province Unite del Río de la Plata. La cerimonia d'inaugurazione venne celebrata nella chiesa di Sant'Ignazio e come primo rettore fu nominato il sacerdote Antonio Sáenz.

## Organizzazione
L'Università di Buenos Aires è suddivisa nelle seguenti istituzioni:

### Facoltà[2]
- Agronomia
- Architettura, Disegno ed Arte
- Economia
- Scienze Esatte e Naturali
- Scienze Sociali
- Veterinaria
- Giurisprudenza
- Farmacia e Biochimica
- Lettere e Filosofia
- Ingegneria
- Medicina
- Odontoiatria
- Psicologia

### Collegi[3]
- Colegio Nacional de Buenos Aires
- Scuola Superiore di Commercio "Carlos Pellegrini"
- Scuola di Educazione Tecnico Professionale di Produzione Agropastorale ed Agroalimentare
- Scuola di Educazione Tecnica di Villa Lugano
- Istituto Libero di Secondo Insegnamento

## Galleria d'immagini

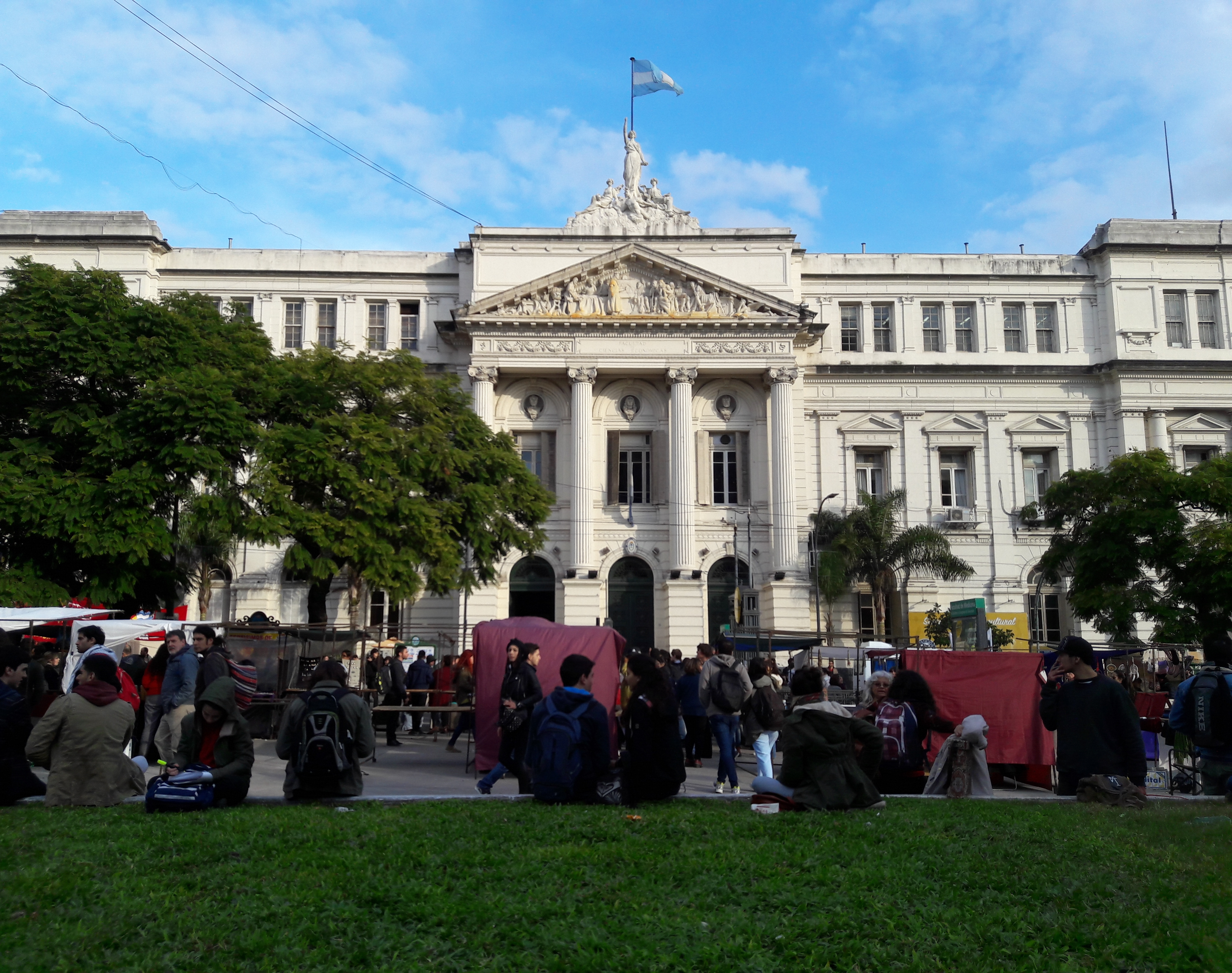
Facoltà di Economia
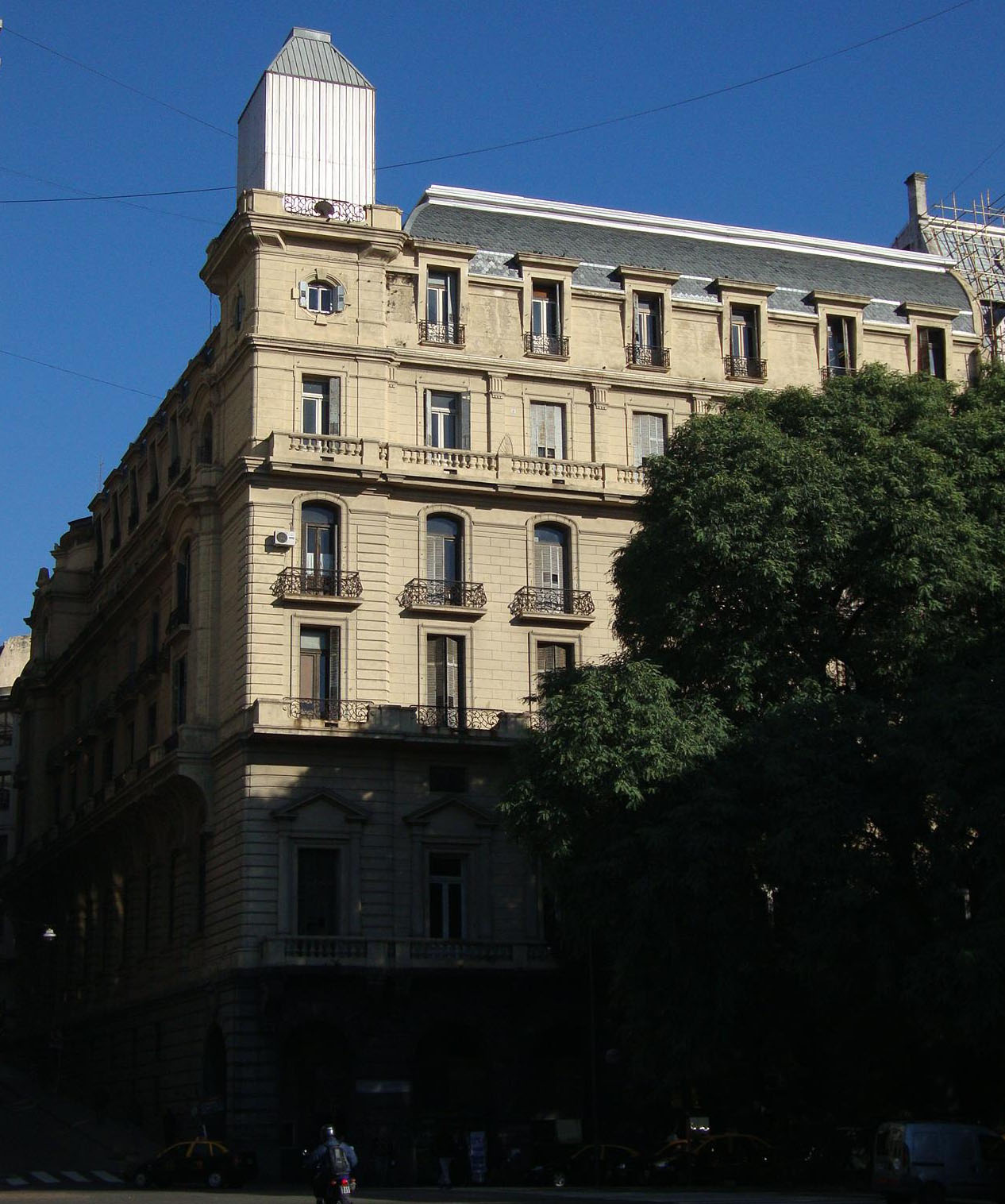
Facoltà di Lettere e Filosofia
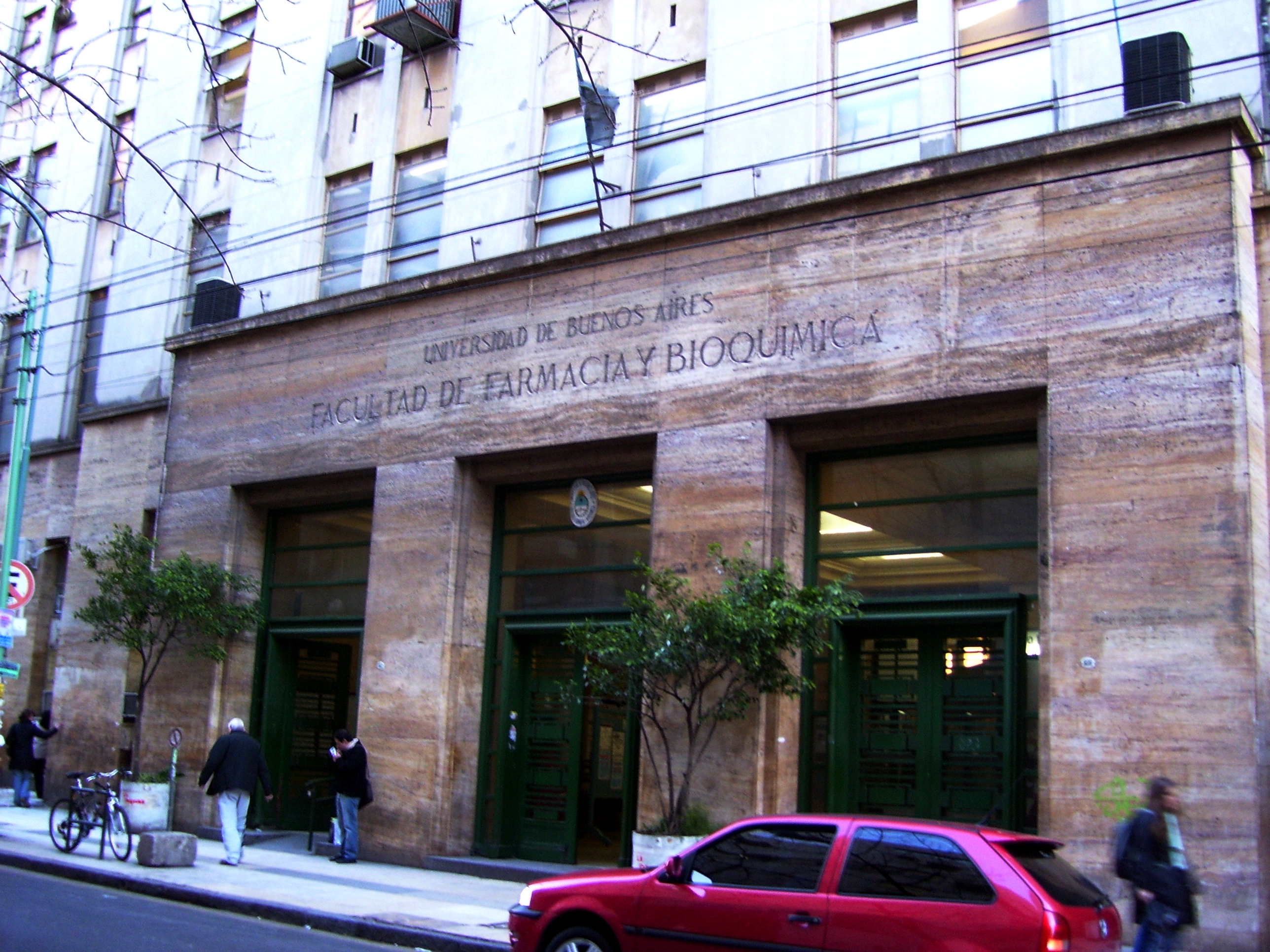
Facoltà di Farmacia e Biochimica
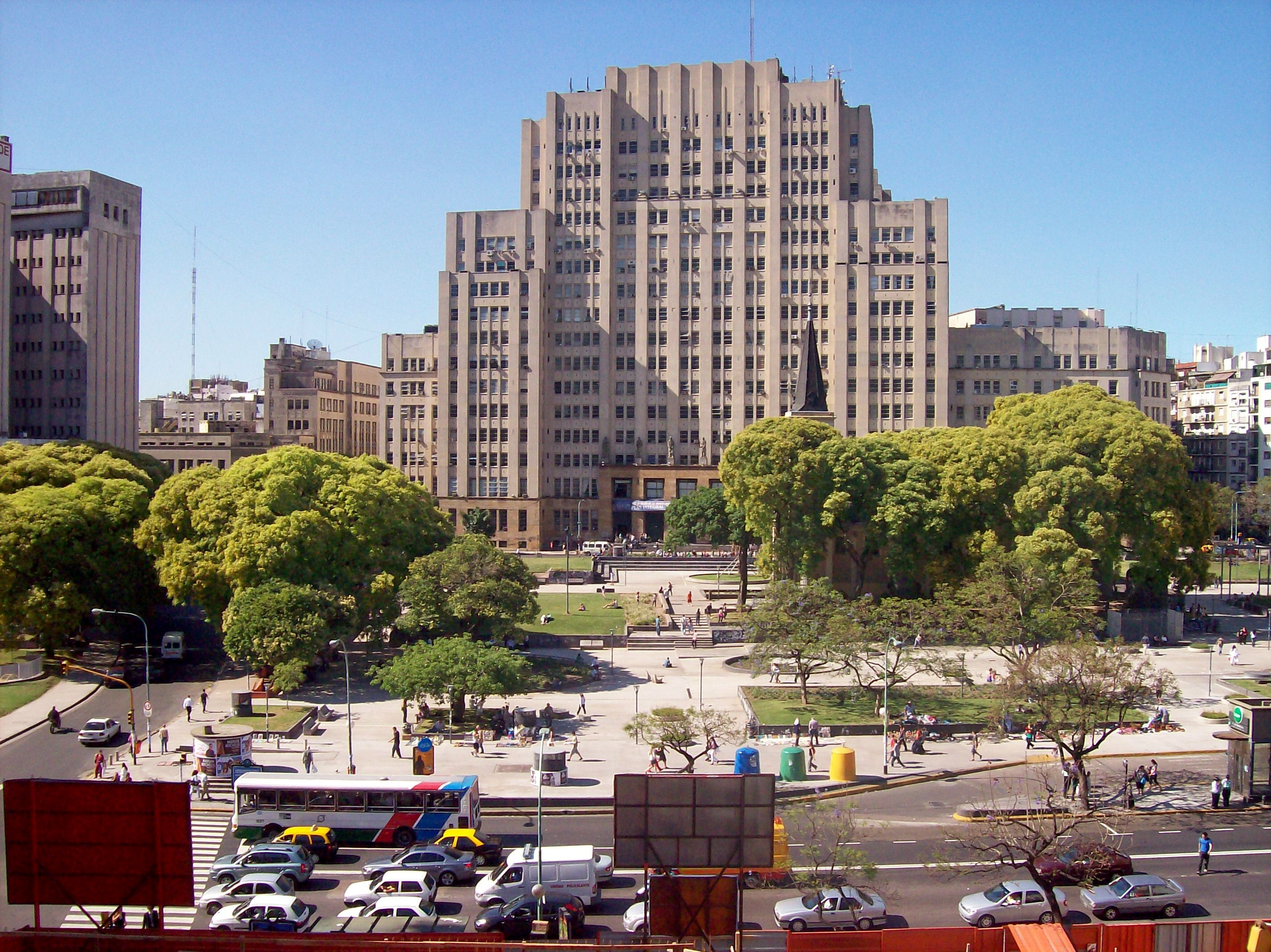
Facoltà di Medicina
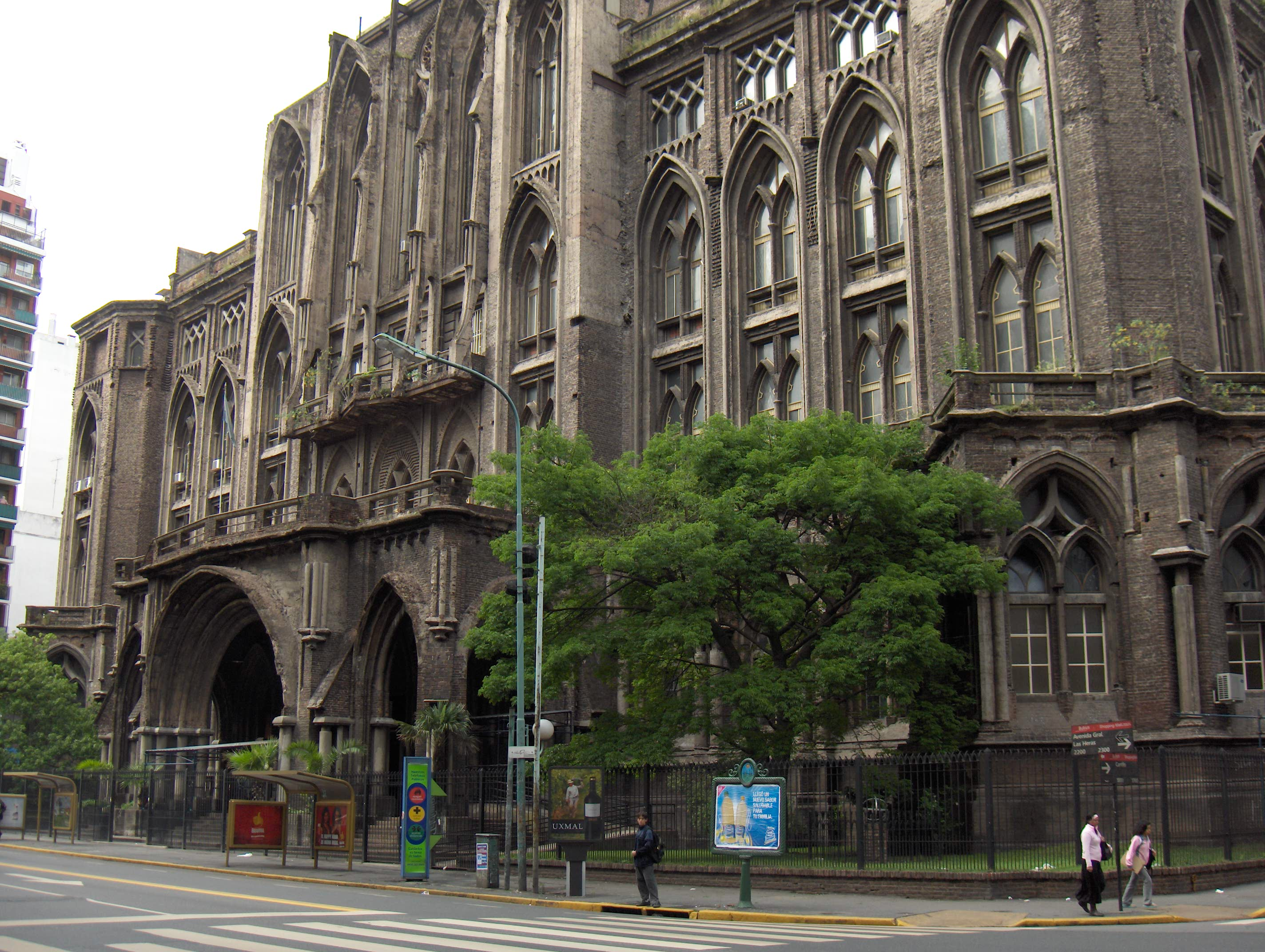
Facoltà d'Ingegneria